# Theophil Heimb
Theophil Heimb OCist  (* 29. Oktober 1706 in Bad Kreuzen; † 20. Februar 1773 in Wien) war ein österreichischer römisch-katholischer Priester, Zisterzienser, Prediger und Ordenshistoriker.

## Leben
Heimb trat in das Stift Heiligenkreuz ein und legte 1730 die Feierliche Profess ab. 1732 erhielt er die Priesterweihe. Von 1734 bis 1736 war er im Kloster Rentmeister und Theologielehrer. Von 1737 bis 1739 lehrte er Theologie im Stift Baumgartenberg, dann wieder in Heiligenkreuz. Von 1742 bis 1750 war er Pfarradministrator in Münchendorf und baute dort ein Pfarrhaus. Nach neuerlicher Theologielehre in Heiligenkreuz (1750–1752) und einer Zeit als Sekretär von Abt Robert Leeb in den letzten Jahren dessen Wirkens (1752–1755) war er wieder Pfarradministrator, zuerst in Mönchhof (1755–1758), dann in Niedersulz (1758–1761). Von 1762 bis zu seinem Tod 1773 stand er in Wien dem Heiligenkreuzerhof vor und ordnete das dortige Archiv.

### Ordenshistoriker und Prediger
Heimb ist vor allem  für seine 1764 erschienene lateinischsprachige Geschichte des Klosters Szentgotthárd, das 1734 in die Hände von Heiligenkreuz überging, bekannt. Daneben besorgte er eine Ausgabe der vom Heiligenkreuzer Abt Gutolf verfassten Vita des hl. Bernhard von Clairvaux. Seine Geschichte der Pfarrei Alland blieb Handschrift.
Gut dokumentiert ist Heimbs Predigertätigkeit, von der zwischen 1747 und 1767 mindestens 13 gedruckte Predigten vorliegen. Gegenstand seiner Lehr-, Lob- und Ehrenreden waren Augustinus von Hippo (1747 und 1748), Philipp Benizi (1749), Nikolaus von Tolentino (1750), Maria Magdalena (1751), Johannes Nepomuk (1752 und 1760), Florian von Lorch (1762), Josef von Nazaret (1763), der Erzengel Michael (1767), sowie Antonius von Padua, Cäcilia von Rom und die Anbetung des Allerheiligsten nach dem Vorbild der Heiligen Drei Könige.

## Werke

### Verfasser
- Notitia historica de ortu et progressu Abbatiae Sacri ordini Cisterciensis B. M. V. ad S. Gothardum dictae. Wien 1764.[1]

### Herausgeber
- Bernardus Gutolfi monachi seu vita sanctissimi P. N. Bernardi, primi Claravallensis abbatis ecclesiae doctoris melliflui. 2 Bde. Bieling, Nürnberg 1743–1746.

### Prediger
- Werner Welzig (Hrsg.): Predigten der Barockzeit. Texte und Kommentar. Durch Zeugnisse zur Predigt in der deutschen Literatur vom 18. zum 20. Jahrhundert ergänzt. Wien 1995 (darin 10 Predigten von Heimb).
- Lob- und Ehren-Rede, über die Wunderbare Beredsamkeit Des Heiligen Antonii Von Padua.
- Lehr-Rede über Wahrhafte Anbettung des Allerheiligsten Altars-Sacrament, nach dem Exempel deren dreyen heiligen Königen.[2]
- Lehr- und Ehren-Rede über die gecrönte Treue der Heiligen Jungfrau und Martyrin Caeciliae.